# Singh Kaur
Laura Drew (1955 - 1998, EUA), mais conhecida como Singh Kaur (e, algumas vezes, como Lorellei), foi uma cantora estadunidense de música New Age.

## Biografia

### Origens
Laura Drew entrou para o mundo da música aos cinco anos de idade ouvindo sua avó cantando árias de óperas. Aos 14 anos comprou seu primeiro violão e começou a compor. Depois disso passou um tempo em um ashram (um tipo de templo) de yoga e lá mudou seu nome para Singh Kaur que, literalmente, significa Princesa Leoa.

### Carreira
Seu primeiro trabalho foi um álbum chamado Songs of the Lord's Love, que foi gravado em conjunto com Sat Nam Singh. Em 1988 lançou dois LPs: Instruments of Peace, com o grupo Soundings Ensemble e que entrou na parada de sucesso da Billboard e What Child is This?, um álbum com músicas de Natal. Também foi sucesso a série Crinsom feita em conjunto com Kim Robertson.

### Último álbum e morte
Gravou seu último álbum em 1998 em conjunto com Gary Stadler chamado Fairy Night Songs. Faleceu pouco tempo depois devido a um câncer nos ovários. Deixou um marido e dois filhos.

### Obras póstumas
Depois da morte de Singh Kaur, já foram lançados cinco álbuns póstumos da artista. 

## Discografia

### Como Singh Kaur
- Songs of the Lord's Love (com Sat Nam Singh) - ?
- Intruments of Peace (com Soundings Ensemble) - 1988
- What Child is This? - 1988
- Crinsom Vols. 1-7 (com Kim Robertson) - 1990
- Fairy Nights Songs (com Gary Stadler) - 1998
- Peace Lagoon (póstumo) - 1999
- Peace Lagoon II (póstumo) - 2003
- This Universe (póstumo) - 2005
- Rakhe Rakhan Har (póstumo) - 2007
- Wings of Love (póstumo) - 2008

### Como Lorellei
- Spiritus: Breath Of Life - 1996